# 加茂郡 (三河国)
- 令制国一覧 > 東海道 > 三河国 > 加茂郡
- 日本 > 中部地方 > 愛知県 > 加茂郡

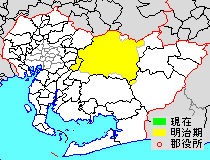
愛知県加茂郡の位置

加茂郡（かもぐん）は、愛知県（三河国）にあった郡。

## 郡域
概ね現在の下記の区域にあたるが、行政区画として画定されたものではない。
- 豊田市の大部分（上郷地区・高岡地区・三分山町・浅谷町・須渕町・上切町・下切町・上中町・下中町・島崎町・一色町・下山田代町・田折町・蕪木町・蘭町および富永町以外の稲武地区を除く）
- みよし市の全域

2010年（平成22年）の国勢調査に基づく面積は775.20k㎡、人口は364,459人。　西三河では最大、三河国全体でも設楽郡に次いで広い。
なお、現在の北設楽郡北部（稲武、名倉、津具、豊根、富山の各地区）が設楽郡に移管されるまでは三河最大の面積を占めていた。

## 歴史
郡名の由来については京都賀茂神社（鴨社）の神領地であったことに因むという説のほか、矢作川の上流に位置することから名付けられたという説、大鴨積命の治めた土地であることから命名されたという説など複数あり、はっきりしていない。三河国賀茂郡松平郷発祥の松平氏（徳川氏）は、賀茂神社の氏子であったため、賀茂神社の神紋である葵紋を、家紋としたと伝えられている。大宝年間以前は鴨評（かものこおり）と1字表記した。
三河国以外にも全国各地に賀茂郡や賀茂郷が存在する。賀茂郡は賀茂神社の神郡とも言われる。
古代は、現在の豊田市（稲武含む）・みよし市・設楽町（名倉・津具）・豊根村（豊根、富山）・長野県根羽村に及ぶ広大な地域であった（現在の長野県境は全域が加茂郡であり、西三河側に属した）。
室町時代まで野原村は、本郡の足助荘仁木郷であったが、この地域を支配する領主が、隣接する美濃国恵那郡の領主であった明知遠山氏へ娘を嫁がせる際に、野原村を美濃国恵那郡に化粧料として割き与えたと伝えられている。
16世紀に（稲武、名倉、津具、豊根、富山）が設楽郡に郡替えされた。また現在の長野県根羽村の領域が信濃国に編入された。武田信玄の三河侵攻に伴い、領域化されたのが原因という。
以下の7郷が存在した。
- 賀茂（かも） - 現在の豊田市旭町のあたり。
- 伊保（いぼ） - 現在の豊田市保見町・伊保町のあたり。
- 挙母（ころも） - 現在の豊田市中心部周辺。
- 高橋（たかはし） - 現在の豊田市高橋町・美里のあたり。
- 山田（やまだ） - 現在の豊田市松平町のあたり。
- 賀禰（かね） - 現在の豊田市稲武町のあたり。
- 信茂（しも） - 現在の豊田市下山地区のあたり。

### 近世以降の沿革
所属町村の変遷は東加茂郡#郡発足までの沿革、西加茂郡#郡発足までの沿革をそれぞれ参照
- 「旧高旧領取調帳」に記載されている明治初年時点での支配は以下の通り。幕府領は中泉代官所が管轄。（353村）
  - 後の東加茂郡域（206村） - 幕府領、旗本領、三河吉田藩、信濃竜岡藩
  - 後の西加茂郡域（147村） - 幕府領、旗本領、三河挙母藩、尾張名古屋藩、三河吉田藩、三河西尾藩、上総大多喜藩、三河西大平藩
- 慶応4年
  - 4月29日（1868年5月21日） - 幕府領・旗本領・大多喜藩領が三河裁判所の管轄となる。
  - 6月9日（1868年7月28日） - 三河裁判所の管轄区域が三河県の管轄となる。
  - 9月 - 三河県の管轄区域のうち旧幕府領および旧旗本領・旧大多喜藩領の各一部が駿河府中藩領となる。
- 明治2年
  - 1月 - 三河県の管轄区域の一部・静岡藩領の一部が三河重原藩領となる。
  - 6月24日（1869年8月1日） - 三河県の管轄区域が伊那県の管轄となる。
  - 8月7日（1869年9月12日） - 任知藩事により吉田藩が豊橋藩に、府中藩が静岡藩にそれぞれ改称。
- 明治4年
  - 6月2日（1871年7月19日） - 竜岡藩が廃藩。領地が伊那県の管轄となる。
  - 7月14日（1871年8月29日） - 廃藩置県により、藩領が豊橋県、挙母県、名古屋県、西尾県、西大平県、静岡県、重原県の管轄となる。
  - 11月15日（1871年12月26日） - 第1次府県統合により全域が額田県の管轄となる。
- 明治5年11月27日（1872年12月27日） - 愛知県の管轄となる。
- 明治11年（1878年）12月20日 - 郡区町村編制法の愛知県での施行により、足助村ほか206村の区域に東加茂郡が、挙母村ほか147村の区域に西加茂郡がそれぞれ行政区画として発足。同日加茂郡消滅。